# Harald Hein
Harald Hein (Tauberbischofsheim, 19 aprile 1950 – Tauberbischofsheim, 20 maggio 2008) è stato uno schermidore tedesco, vincitore di una medaglia d'oro ed una d'argento nella scherma ai giochi olimpici.